# Benzaldehyd
Benzaldehyd (C6H5CHO) je chemická sloučenina skládající se z aromatického benzenového jádra a aldehydové skupiny. Jedná se o nejjednodušší aromatický aldehyd s velkým uplatněním v průmyslu. Za pokojové teploty to je bezbarvá, ve vodě málo rozpustná kapalina zapáchající po hořkých mandlích, tvoří totiž součást vůně mandlí. Tvoří hlavní součást extraktu z hořkých mandlí a může být izolován z mnoha přírodních materiálů, které ho obsahují, např. z meruňky, třešní, vavřínu ušlechtilého, semen broskve, ořeších a různých dalších semenech.

## Výroba
Benzaldehyd se může připravit, resp. vyrobit mnoha procesy a postupy. Nejčastěji se připravuje chlorací či oxidací toluenu. Méně významná je pak příprava částečnou oxidací fenolu, alkalickým působením na benzoylchlorid nebo reakcí benzenu s oxidem uhelnatým.

## Reakce
Benzaldehyd může vstupovat do velkého množství chemických reakcí, jeho oxidací vzniká kyselina benzoová. Za to redukcí se přemění na benzylalkohol pomocí hydrogenace či působením komplexního hydridu a to tetrahydridoboritanu sodného či tetrahydridohlinitanu lithného. Reakcí s bezvodým octanem sodným a acetanhydridem se získává kyselina skořicová. Z benzaldehydu se také může připravit sloučenina nazývaná benzoin, používá se k tomu katalýza kyanidem draselným.

## Použití
Benzaldehyd se používá jako ochucovadlo s příchutí mandlí, průmyslové rozpouštědlo a velké upotřebení má v organických syntézách, benzaldehyd je např. výchozí složkou pro syntézu kyseliny mandlové. Je složkou všech destilátů získaných kvašením ovoce.[zdroj?]

## Biologie
Semena mandlí, meruněk, jablek, třešní a dalšího ovoce obsahují podstatné množství amygdalinu. Tento glykosid může být štěpen nižšími enzymy za vzniku benzaldehydu, jedovaté kyseliny kyanovodíkové a dvou molekul glukózy.